# Henry B. Walthall

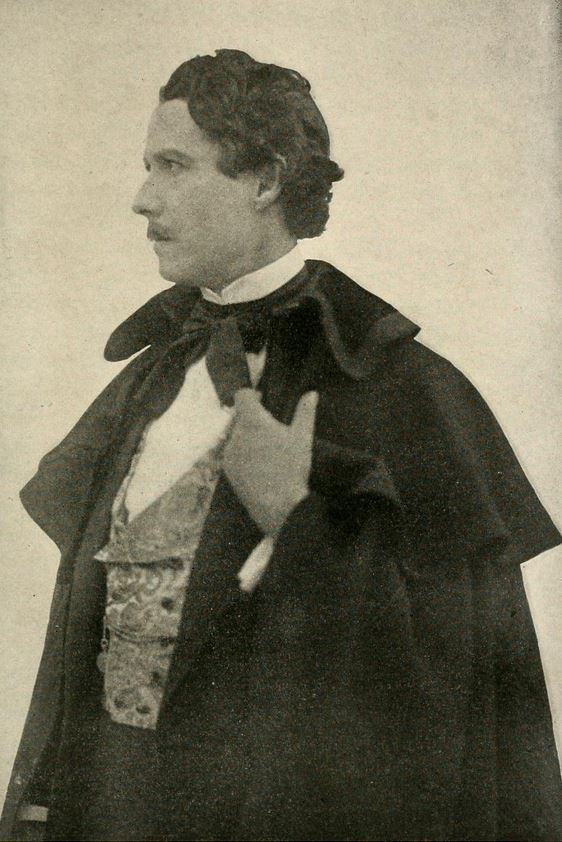
Fotograma de l'actor a "El naixement d'una nació" (1915)

Henry B. Walthall (comtat de Shelby (Alabama), 16 de març de 1878−Monrovia (Califòrnia), 17 de juny de 1936) va ser un actor de cinema i teatre. Participà en més de 320 pel·lícules, entre els seus papers més coneguts destaca el de Ben Cameron a “El naixement d’una nació” (1915) amb el que inicià un nou estàndard interpretatiu en el cinema mut De poca estatura, sempre va transmetre una forta força interior i una profunda dignitat i sensibilitat que encaixava perfectament amb l'estil de D. W. Griffith.

## Biografia
Henry Brazeale Walthal va néixer en una plantació de cotó propera a Columbiana, al comtat de Shelby a Alabama, el 16 de març de 1878. Era un dels 11 fills d’una família típicament del sud, i el seu pare havia estat capità de l'exèrcit confederat. Li agradava la literatura i sovint participava en obres de teatre amateur locals. Va començar a estudiar dret i després va enrolar-se en la Guerra Hispano-Americana però no va entrar en conflicte per culpa de contreure malària. Amb 100 dòlars a la butxaca, va iniciar la seva carrera com a actor teatral a Nova York el 1901. Va actuar en melodrames d’ambient sudista com "Winchester" d’Edward McWade, o "Under Souther Skies" de Lottie Blair Parker. El 1904 es va casar amb l’actriu Isabel Fenton de qui es divorciaria el 1918.
El 1909, de resultes de la trobada amb el seu amic l’actor James Kirkwood, va conèixer David W. Griffith. Aquest ja coneixia el seu treball al teatre i li va proposar actuar en la pel·lícula d’aquell dia: “A Convict's Sacrifice” (1909). Griffith quedà molt satisfet de la seva interpretació i li proposà contractar-lo però en aquell moment Walthall refusà i marxà de gira al Regne Unit. En retornar de la gira però, acceptà l’oferta del director i entrà a formar part de la Biograph. Entre 1909 i 1914 va estar en nòmina de la Biograph participant en més de 100 pel·lícules, amb un parèntesi al mig que va actuar per la Pathé i la Reliance (1910-1912). Es convertí en un dels pilars del conjunt d'actors del director, juntament amb d'altres com Owen Moore, Lillian Gish, Kate Bruce, Mae Marsh o Mary PIckford. Griffith sempre tingué molta consideració pel treball de Walthall i li feu fer fins i tot papers no pensats per a la seva fisonomia com el d'Holofernes a “Judith of Bethulia” (1914). En teoria era un paper pensat per una persona alta i forta i Walthall només mesurava 1,67 metres, però Griffith li assignà el paper amb el convenciment que l’actor “ja el faria gran”.
Quan Griffith abandonà la Biograph Walthall eel seguiria, actuant a “Home, Sweet Home” (1914) o “The Avenging Conscience” (1914). El 1915 Griffith rodaria una de les seves millors pel·lícules: “El naixement d’una nació”. Walthall ja havia interpretat molts personatges surenys a la Biograph de manera que va ser l'elecció obvia per interpretar Ben Cameron, “el petit coronel” que lluita amb coratge a la guerra civil nord-americana, retorna a una comunitat devastada per la guerra i concep el Ku Klux Klan. El paper va llençar Waltham a l'estrellat i a partir d’aquest moment fou l’actor protagonista de moltes de les pel·lícules en les què actuà. Abandonà Griffith per signar primer per a la Balboa Amusement Company a Califòrnia i poc després, a la primavera de 1915, es passà a l’Essanay de Chicago on restà fins al 1917. D’aquests dos anys cal destacar The Raven (1917) en la que interpretava a Edgar Allan Poe. El 1918 es va casar amb l’actriu Mary Charleson amb qui visqué fins a la seva mort. Després de deixar l’Essanay es va establir pel seu compte i inicialment el seu sou setmanal era de 2500 dòlars. Poc després però, la seva popularitat va començar a declinar i tot i que va participar en grans títols, com The Plastic Age (1925), The Road to Mandalay (1926), The Scarlet Letter (1927), London After Midnight (1927) o Wings (1929), no va ser en cap paper principal.
Amb l’arribada del sonor la seva situació va millorar ja que gràcies a la seva formació teatral no va tenir cap problema per fer la transició. Per la seva veu destacà fent papers de professor o científic. La seva darrera gran actuació fou en el paper de reverend Ashby Brand a Judge Priest (1934) de John Ford. En el darrer dia de rodatge de China Clipper (1936) i tres dies abans que comencés el següent rodatge en el que havia d’interpretar al Dalai Lama a Horitzons perduts (1937) de Frank Capra, va patir un col·lapse i ingressà a l’hospital de Monrovia. Va morir d’una malaltia intestinal el 17 de juny als 58 anys.

## Filmografia

### Biograph (1908-1910)
- A Convict's Sacrifice (1909)
- The Slave (1909)
- A Strange Meeting (1909)
- The Mended Lute (1909)
- They Would Elope (1909)
- The Better Way (1909)
- With Her Card (1909)
- The Mills of the Gods (1909)
- Pranks (1909)
- The Sealed Room (1909)
- The Little Darling (1909)
- The Hessian Renegades (1909)
- The Children's Friend (1909)
- Getting Even (1909)
- The Broken Locket (1909)
- In Old Kentucky (1909)
- A Fair Exchange (1909)
- Leather Stocking (1909)
- Wanted, a Child (1909)
- Pippa Passes (o The Song of Conscience) (1909)
- Fools of Fate (1909)
- The Expiation (1909)
- A Corner in Wheat (1909)
- The Test (1909)
- In a Hempen Bag (1909)
- A Trap for Santa Claus (1909)
- In Little Italy (1909)
- A Day After (1909)
- Choosing a Husband (1909)
- The Heart of an Outlaw (1909)
- On the Reef (1910)
- The Call (1910)
- The Honor of His Family (1910)
- The Cloister's Touch (1910)
- One Night and Then (1910)
- His Last Burglary (1910)
- The Newlyweds (1910)
- The Thread of Destiny (1910)
- In Old California (1910)
- The Converts (1910)
- Gold Is Not All (1910)
- His Last Dollar (1910)
- The Two Brothers (1910)
- The Kid  (1910)
- Thou Shalt Not (1910)
- The Tenderfoot's Triumph (1910)
- The Way of the World (1910)
- The Gold Seekers (1910)
- Love Among the Roses (1910)
- Ramona (1910)
- The Impalement (1910)
- A Child of the Ghetto (1910)
- In the Border States (1910)
- The Face at the Window (1910)
- The Call to Arms (1910)
- The House with Closed Shutters (1910)
- The Usurer (1910)
- The Sorrows of the Unfaithful (1910)
- Wilfull Peggy (1910)
- A Summer Idyll (1910)
- In Life's Cycle (1910)
- The Oath and the Man (1910)
- Rose O'Salem Town (1910)
- The Iconoclast (1910)
- The Banker's Daughters (1910)

### Reliance (1910-1912)
A finals de 1910 passa a treballar per a la Reliance tot i que actuarà en alguna pel·lícula de la Pathé o de la Biograph que en cada cas s'indica.
- The Gray of the Dawn (1910)
- The Armorer's Daughter (1910)
- Where Sea and Shore Doth Meet (1910)
- As the Master Orders (1911)
- The Hour of Fate (1911)
- The Command from Galilee (1911)
- Souls Courgageous (1911)
- A Trick of Fortune (1911)
- The Society Girl and the Gypsy (1911, Pathé)
- The Stepsisters (1911, Pathé)
- Waiting (1911, Pathé)
- Dad's Boy (1911, Pathé)
- The Broken Vows (1911)
- His Son (1911)
- The Pitfall (1911)
- Grandfather (1911)
- A Little Child (1911)
- The Godfather (1911)
- Clouds and Sunshine (1911)
- His Dream (1911)
- The Cobbler (1911)
- For His Sake (1911)
- The Anonymous Letter (1911)
- A Narrow Escape (1911)
- Divorce (1911)
- The Greater Love (1911)
- The Track Walker (1911)
- The Moonshiners (1911)
- The Injustice of Man (1911)
- A Daughter of Italy (1911)
- The Poison Cup (1911)
- The Turn of the Wheel (1911)
- The Turnstile (1911)
- Locked in the Vaults (1911)
- The Birth-Mark (1911)
- The Quarrel (1912)
- The Appointed Hour (1912)
- The Deception (1912)
- Solomon's Son (1912)
- The Man Under the Bed (1912)
- The Duel (1912)
- The Yeggman (1912)
- The Better Man (1912)
- The Ruling Passion (1912)
- Iola's Promise]' (1912, Biograph)
- Hide and Seek (1912)
- Jealousy (1912)
- A Tragic Experiment (1912)
- Fur Smugglers (1912)
- The Birthday Present (1912)
- Mother (1912)
- When the Heart Calls (1912)
- An Opportune Burglar (1912)
- Love Is Blind (1912)
- The Burglar's Reformation (1912)
- The Return of John Gray (1912)
- The Recoil (1912)
- The Miser's Daughter (1912)
- Mixed Identities (1912)
- The District Attorney's Conscience (1912)
- The Forbidden Way (1912)

### Tornada a la Biograph (1912-1913)
- The Inner Circle (1912)
- A Change of Spirit (1912)
- Two Daughters of Eve (1912)
- Friends (1912)
- So Near, Yet So Far (1912)
- A Feud in the Kentucky Hills (1912)
- In the Aisles of the Wild (1912)
- The One She Loved (1912)
- The Painted Lady (1912)
- My Baby (1912)
- The Informer (1912)
- Brutality (1912)
- My Hero (1912)
- The Burglar's Dilemma (1912)
- The God Within (1912)
- Three Friends (1913)
- Oil and Water (1913)
- Love in an Apartment Hotel (1913)
- Broken Ways (1913)
- The Unwelcome Guest (1913)
- The Sheriff's Baby (1913)
- The Perfidy of Mary (1913)
- The Little Tease (1913)
- A Horse on Bill (1913)
- The Lady and the Mouse (1913)
- If We Only Knew (1913)
- The Wanderer (1913)
- The Tenderfood's Money (1913)
- The Stolen Loaf (1913)
- The House of Darkness (1913)
- Red Hicks Defies the World (1913)
- Death's Marathon (1913)
- The Switch Tower (1913)
- The Mothering Heart (1913)
- Her Mother's Oath (1913)
- The Mistake (1913)
- A Gambler's Honor (1913)
- During the Round-Up]' (1913)
- The Mirror (1913)
- The Vengeance of Galora (1913)
- Two Men of the Desert (1913)
- A Woman in the Ultimate (1913)
- Influence of the Unknown (1913)
- Diversion (1913)
- The Battle at Elderbush Gulch (1913)
- Beyond All Law (1913)
- The Fly Leaf of Fate (1913, Reliance)
- For Her Government (1913)
- Her Wedding Bell (1913)
- The Wedding Gown (1913)
- Classmates (1914)
- Judith of Bethulia (1914)
- Strongheart (1914)
- Lord Chumley (1914)

### Reliance -Majestic (1914)
- The Awakening of Donna Isolla (1914, Marion Leonard Film Company)
- The Green-Eyed Devil (1914, Reliance)
- The Gangsters of New York (1914, Reliance)
- The Mysterious Shot (1914)
- The Old Man (1914)
- The Floor Above (1914)
- Ashes of the Past (1914)
- Home, Sweet Home (1914)
- The Soul of Honor (1914)
- The Mountain Rat (1914)
- Man's Enemy (1914)
- The Avenging Conscience' (1914)
- The Odalisque (1914)
- Rod of Wrath (1915, Pathé)
- El naixement d'una nació (1915, David W. Griffith Corp.)
- Ashes of Dream (1915, Pathé)
- Beulah (1915, Balboa Amusement Production Co.)
- Ghosts (1915)

### Essanay (1915-197)
- Temper (1915, Essanay)
- The Woman Hater (1915)
- The Circular Path (1915)
- The Outer Edge (1915)
- The Raven (1915, Essanay)
- Blind Justice (1915)
- The Misleading Lady (1916)
- The Strange Case of Mary Page (1916)
- The Birth of a Man (1916, Balboa Amusement Production Co.)
- The Sting of Victory (1916)
- Pillars of Society (1916, Fine Arts Film Company)
- The Truant Soul (1916)
- The Yellow Hound (1916, Supreme Film Company)
- The Little Shoes (1917)
- Burning the Candle (1917)
- The Saint's Adventure (1917)

### Establert pel seu compte
- And a Still Small Voice (1918)
- His Robe of Honor (1918)
- Humdrum Brown (1918)
- With Hoops of Steel (1918)
- The Great Love (1918)
- The Long Lane's Turning (1919)
- The False Faces (1919)
- Modern Husbands (1919)
- The Boomerang (1919)
- The Long Arm of Mannister (1919)
- The Confession (1920)
- Parted Curtains (1920)
- A Splendid Hazard (1920)
- The Flower of the North (1921)
- The Able-minded Lady (1922)
- One Clear Call (1922)
- The Kickback (1922)
- The Long Chance (1922)
- The Marriage Chance (1922)
- The Face on the Bar-Room Floor (1923)
- Gimme (1923)
- The Unknown Purple (1923)
- Boy of Mine (1924)
- The Woman on the Jury (1924)
- Single Wives (1924)
- The Bowery Bishop (1924)
- The Golden Bed (1925)
- On the Threshold (1925)
- The Girl Who Wouldn't Work (1925)
- Kit Carson Over the Great Divide (1925)
- Kentucky Pride (1925)
- Dollar Down (1925)
- Simon the Jester (1925)
- The Plastic Age (1925)
- Three Faces East (1926)
- The Barrier (1926)
- The Unknown Soldier (1926)
- The Road to Mandalay (1926)
- The Scarlet Letter (1926)
- Everybody's Acting (1926)
- Fighting Love (1927)
- The Enchanted Island (1927)
- Wings (1927)
- The Rose of Kildare (1927)
- A Light in the Windows (1927)
- Love Me and the World Is Mine (1927)
- London After Midnight (1927)
- Freedom of the Press
- Black Magic (1929)

### Cinema sonor
- Retribution (1928)
- The Jazz Age (1929)
- Stark Mad (1929)
- Speakeasy (1929)
- The Bridge of San Luis Rey (1929)
- From Headquarters (1929)
- River of Romance (1929)
- Street Corner (1929)
- In Old California (1929)
- The Phantom in the House]' (1929)
- The Trespasser (1929)
- Blaze o' Glory (1929)
- Temple Tower (1930)
- Abraham Lincoln (1930)
- The Love Trader (1930)
- Tol'able David (1930)
- Is There Justice? (1931)
- Anybody's Blonde
- Police Court (1932)
- Hotel Continental (1932)
- Alias Mary Smith (1932)
- Chandu the Magician (1932)
- Ride Him, Cowboy (1932)
- Klondike (1932)
- The Cabin in the Cotton (1932)
- Me and My Gal (1932)
- Central Park (1932)
- Self Defense (1932)
- Strange Interlude (1932)
- El carrer 42 (1933)
- The Whispering Shadow (1933)
- The Flaming Signal (1933)
- Somewhere in Sonora (1933)
- Hold Your Man (1933)
- Laughing at Life (1933)
- Her Forgotten Past (1933)
- The Wolf Dog (1933)
- Headline Shooter (1933)
- The Sin of Nora Moran (1933)
- Dark Hazard (1934)
- Beggars in Ermine (1934)
- Men in White (1934)
- Viva Villa! (1934)
- City Park (1934)
- The Murder in the Museum (1934)
- The Scarlet Letter (1934)
- The Lemon Drop Kid (1934)
- El jutge Priest (Judge Priest) (1934)
- A Girl of the Limberlost (1934)
- Love Time (1934)
- Bachelor of Arts (1934)
- Helldorado (1935)
- Dante's Inferno (1935)
- A Tale of Two Cities (1935)
- The Garden Murder Case (1936)
- The Mine with the Iron Door (1936)
- Hearts in Bondage (1936)
- The Last Outlaw (1936)
- The Devil Doll (1936)
- China Clipper (1936)